# Discriminación condicional
La discriminación condicional es un concepto de las teorías psicológicas del aprendizaje y del análisis experimental del comportamiento que describe un procedimiento experimental y sus variantes, así como también un tipo particular de desempeño conductual.

## Descripción del procedimiento experimental
Como procedimiento experimental, es una forma compleja de discriminación de estímulos en la cual la función del estímulo discriminativo cambia de momento a momento y de un estímulo a otro, dependiendo del estado de otro estímulo, al que se da el nombre de estímulo condicional. Así, por ejemplo, supongamos que el sujeto debe discriminar entre la imagen de un cuadrado y la de un rombo, siendo estos los estímulos discriminativos. Supongamos que el estímulo condicional es una luz verde o una luz roja. Cuando se ilumina con la luz verde, el cuadrado es el estímulo discriminativo positivo y el rombo el estímulo discriminativo negativo o estímulo delta. Por el contrario, cuando se ilumina con la luz roja, el rombo es el estímulo discriminativo positivo y el cuadrado es el estímulo delta. En una variante del procedimiento, el estímulo condicional se presenta antes de los estímulos discriminativos, en otra variante lo hace simultáneamente a ellos.

### Modalidad relacional
En la discriminación condicional relacional existe una relación entre el estímulo condicional y el estímulo discriminativo «correcto». Por ejemplo, la relación puede ser la de identidad, en cuyo caso, el estímulo discriminativo correcto es aquel que sea físicamente idéntico al estímulo condicional que se haya presentado en ese momento. Por supuesto, es el experimentador quien determina cuál es la relación que determina qué estímulo discriminativo corresponde a qué estímulo condicional. 

### Modalidad arbitraria
En la discriminación condicional arbitraria, en cambio, no existe ninguna relación de este tipo. El estímulo discriminativo correcto no guarda ningún tipo de relación con el estímulo condicional. El experimentador utiliza criterios arbitrarios para determinar cuál es el estímulo discriminativo correcto para cada estímulo condicional.

### Igualación de la muestra
Una variante importante del procedimiento de discriminación condicional es la conocida como igualación a la muestra. La tarea de Igualación a la muestra está constituida por: 1) La presentación de un estímulo llamado estímulo muestra (EM); 2) La presentación subsecuente de estímulos comparativos (ECOS); 3) La presentación de una consecuencia, según el criterio para el reforzamiento (ER); y por último  4) un intervalo de tiempo entre la cancelación de las consecuencias y el inicio del siguiente estímulo muestra (IEE). (Camacho 2002).
Existen diversas variantes en la estructura de dicha tarea como lo son: a) por similitud o diferencialidad física en los estímulos involucrados, que dan el nombre de igualación a la muestra por identidad, singularidad o identidad arbitraria (Carter y Werner, 1978); b) por el número de relaciones entre estímulos involucrados, conocidas como Igualación a la muestra “Muchos a uno” o “Uno a Muchos”, Zentall, Sherburne y Urcuioli, 1993, (citado en Camacho, 2002); c) por el número de ECOS involucrados, es decir, Igualación a la muestra sucesiva y ortodoxa o Cumming y Berryman; y d) por los arreglos temporales de los estímulos muestra y comparativos, conocida como, Igualación a la muestra simultánea, demora cero o demorada. Blough, 1959; Carter y Werner, 1978, (citado en Camacho, 2002).
Tanto la discriminación condicional (o la igualación a la muestra) relacional como la arbitraria son métodos potentes de amplio uso actual para investigar procesos psicológicos complejos, tanto en animales como en humanos, incluyendo las áreas tradicionalmente conocidas como solución de problemas, abstracción, formación de conceptos, conducta gobernada por reglas y lenguaje.